# Italienische Eishockeymeisterschaft 1926
1926 wurde zum zweiten Mal die italienische Eishockeymeisterschaft ausgetragen. Der Hockey Club Milano gewann erneut das Spiel um die Coppa Cinzano, die 1927 von der FISG rückwirkend zur zweiten italienischen Meisterschaft erklärt wurde.

## Finale
| 13. März 1926 | Hockey Club Milano Guido Botturi Ambrogio Gobbi Decio Trovati Guido Botturi Decio Trovati Edoardo Piazza | 8:1 (4:1, 4:0) | GSD Cortina Egidio Apollonio | Palazzo del Ghiaccio di Milano, Mailand |

## Meistermannschaft
Guido Botturi – Enrico Calcaterra – Ambrogio Gobbi (C) – Giuseppe Paulon – Edoardo Piazza – Luigi Redaelli – Decio Trovati